# 有種戇男
是一部2013年的美國喜劇電影，由肯·史考特執導和編劇。本片是史考特的2011年法國與加拿大合拍電影《超級精爸》的重拍版，主演是文斯·沃恩、基斯·柏特和蔻碧·史莫德。
本片於2013年11月22日由試金石影業發行，得到褒貶不一的評論並總共賺得5000萬美元。

## 演員
- 文斯·沃恩 飾 David Wozniak
- 基斯·柏特 飾 Brett
- 蔻碧·史莫德 飾 Emma
- 安傑伊·布盧曼菲爾德（英语：Andrzej Blumenfeld） 飾 Mikolaj Wozniak
- 西門·迪蘭尼（英语：Simon Delaney） 飾 Victor
- 鮑比·莫尼漢（英语：Bobby Moynihan） 飾 Aleksy
- 戴夫·帕頓（英语：Dave Patten） 飾 Adam
- 亞當·香勒-貝拉特（英语：Adam Chanler-Berat） 飾 Viggo
- 布麗特妮·羅伯森 飾 Kristen
- 傑克·雷諾 飾 Josh
- Madison McGrew 飾 Rachel
- 馬修·達達里奧 飾 Channing
- 傑西卡·威廉姆斯 飾 Tanya
- 達米安·楊（英语：Damian Young） 飾 Williams
- 理查·波（英语：Richard Poe） 飾 Loan Officer
- 布魯斯·阿特曼（英语：Bruce Altman） 飾 Mass Action Attorney
- Alexander Flores 飾 Teenage Clerk
- 格倫·弗萊舍爾 飾 咖啡店的店主
- 傑·雷諾 飾 他自己
- 標·馬艾 飾 他自己
- Stephen Ellis 飾 18世紀教授

## 外部連結
- 官方网站
- 互联网电影数据库（IMDb）上《Delivery Man》的资料（英文）
- Box Office Mojo上《Delivery Man》的資料（英文）
- 爛番茄上《Delivery Man》的資料（英文）